# Segernamn

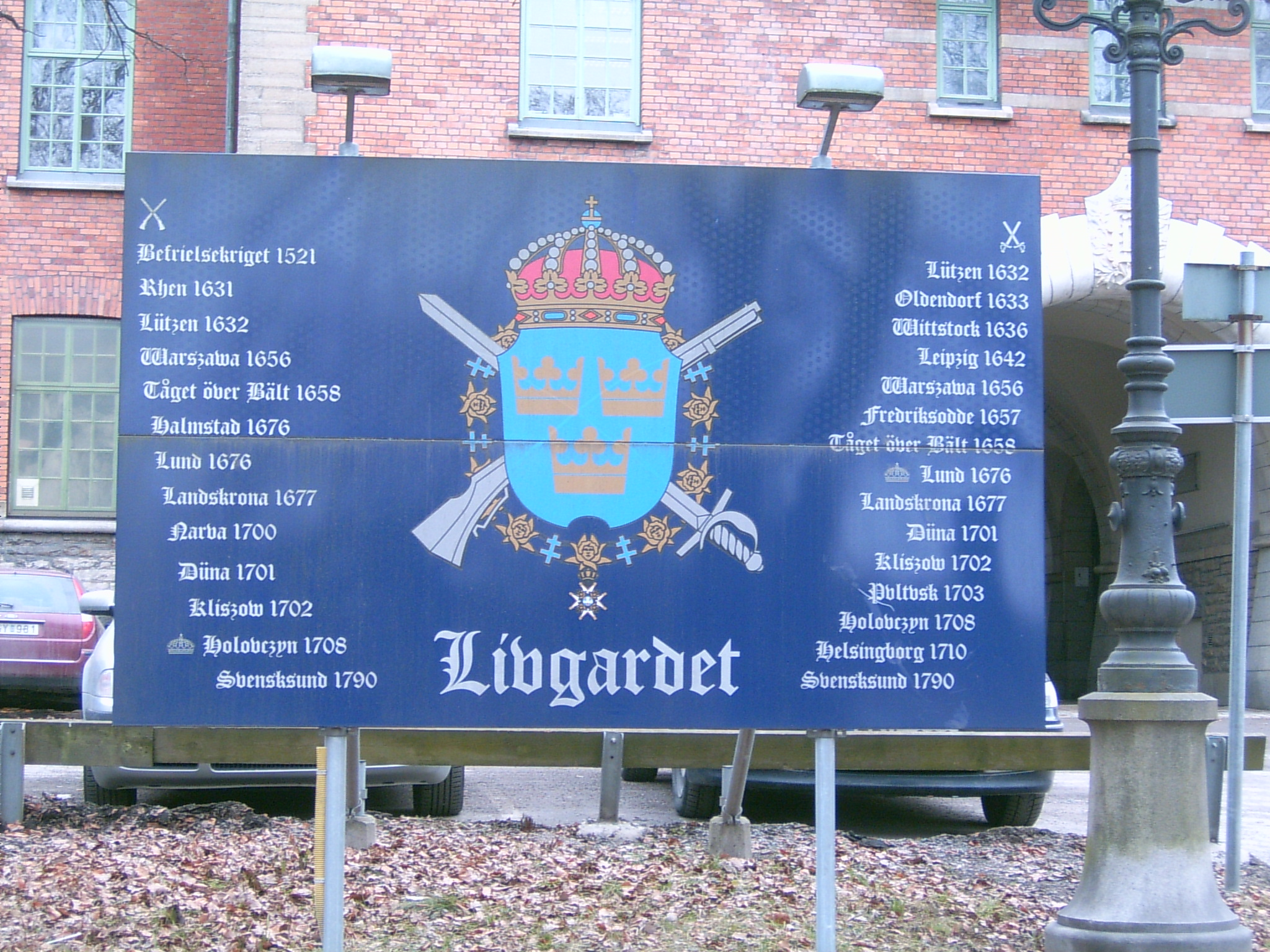
Skylt med Livgardets vapen och segernamn.

Segernamn kallas ett fält på en fana som innehåller namn på de fältslag där fanägaren segerrikt har deltagit.

## Sverige
I den svenska försvarsmakten uttrycks detta som att fanan innehåller "namn på fältslag vilka haft betydelse för Sveriges rike och dess historiska utveckling". De regementen eller förband som deltagit i dessa har rätt att föra namnen på sin fana. I Sverige infördes de 1844, efter utländsk förebild. Utöver segernamn och årtal kan dessa även ges kunglig krona, detta symboliserar att kungen personligen fört regementet i striden. I den kommitté som tillsatts för att föreslå möjliga segernamn på fanor och standar ingick bland andra Topografiska kårens chef, generalmajor Carl Fredrik Akrell. Exempelvis förde Västerbottens regemente segernamnen Landskrona (1677),  Düna (1701),  Kliszów (1702),  Fraustadt (1706),  Malatitze (1708),  Strömstad (1717).